# 14332 Brucebarnett
14332 Brucebarnett è un asteroide della fascia principale. Scoperto nel 1981, presenta un'orbita caratterizzata da un semiasse maggiore pari a 2,426841 UA e da un'eccentricità di 0,246552, inclinata di 2,984739° rispetto all'eclittica. Ha un periodo di rotazione di 18,9 ore.